# Дом Хуршидбану Натаван
Дом Хуршидбану Натаван (азерб. Xurşidbanu Natəvanın evi) — двухэтажный дом в городе Шуша, принадлежавший известной азербайджанской поэтессе XIX века Хуршидбану Натаван. Относится к старинным жилым домам XVIII—XIX вв. в Шуше. В настоящее время пребывает в полуразрушенном состоянии.

## Описание
На нижнем этаже дома расположены служебные помещения. Комнаты для жилья были размещены вокруг просторного центрального зала на втором, парадном этаже, куда вела наружная лестница.
Зал имел высоту около 5 метров. В его внутренней отделке были использованы роспись и резьба по алебастру. Во всю ширину дома этот зал был освещён с двух противоположных сторон большими разноцветно остеклёнными окнами-шебеке размером 5 × 3,5 метра.
В советское время в доме Натаван размещался детский туберкулёзный санаторий.
В результате Первой карабахской войны в мае 1992 года город Шуша, где расположен дом, перешёл под контроль непризнанной Нагорно-Карабахской Республики. В ноябре 2020 года в результате Второй карабахской войны Азербайджан вернул контроль над городом.
Французский фотограф Реза Дегати посетил Шушу в декабре 2020 года, провёл съёмки в городе и так описал в Instagram свои впечатления от посещения развалин дворца:
В 1992 году я впервые посетил этот дворец, где в свое время жила поэтесса Хуршидбану Натаван, родившаяся в семье последнего Карабахского хана — Мехтигулу хана Джаваншира. Здесь она создала ряд своих произведений, а также спланировала строительство водопровода для обеспечения города Шуша питьевой водой. Стоя перед окном ее комнаты, я понял, откуда она черпала вдохновение. В декабре 2020 года я вернулся в город Шуша и был шокирован. Музей разграблен, его здание частично разрушено, а во дворе держали свиней